# Andreas Barkoulis
Andreas Barkoulis (řecky Ανδρέας Μπάρκουλης; 4. srpna 1936 Pireus – 23. srpna 2016 Athény) byl řecký herec, v Řecku řazený mezi nejpopulárnější mužské herce 50. a 60. let 20. století. Byl taktéž označován jako lamač ženských srdcí, proto pro něj vznikl populární dobový výraz: „Eh koritsia, o Barkoulis!“ („Hej, holky, to je Barkoulis!“). Zemřel 23. srpna 2016 ve věku 80 let.

## Filmy
- Love in the Sand-dunes, v hlavní roli Aliki Vougiouklaki[3]
- Siko Horepse Sirtaki[8]
- Tsakitzis, protector of the poor, v hlavní roli jako Çakırcalı Mehmet Efe.[9]

## Role

### 50. léta 20. století
- Maria Pentagiotissa (1957) ..... Dimitris Tourkakis
- To trellokoritso (1958) ..... Kostas
- To koritsi tis amartias (1958) ..... Giorgos
- O Mimikos kai i Mary (1958) ..... Mihalis Mimikos
- Ola gia to paidi tis (1958) ..... Kostas
- Mia Italida stin Ellada (1958) ..... Nikos Makrygiannis
- Makrya ap' ton kosmo (1958) ..... Evgenios Karmis
- Erotas stous ammolofous (1958) ..... stranger
- Diakopes stin Aigina (1958) ..... Jean
- To parastratima mias athoas (1959) ..... Dimitris
- Psit... koritsia! (1959) ..... Sakis
- O Thymios takane thalassa (1959) ..... Lakis Vranas
- Otan to misos kyverna (1959) ..... Andreas Dimopoulos
- O Giannos ki i Pagona (1959) ..... Giannos
- I limni ton stenagmon (1959) ..... Mouhtar
- Enas vlakas kai misos (1959) ..... Antonis
- Eglima sto Kolonaki (1959) ..... Dimitris Floras
- Anthismeni amygdalia (1959) ..... Georgios Drossinis

### 60. léta 20. století
- Moussitsa (1960) ..... Dimitris
- Moment of Passion (1960) ..... Nikos
- I Hionati kai ta 7 gerontopallikara (1960) ..... Paris Semeritis
- Tsakitzis, o prostatis ton ftohon (1960) ..... Tsakitzis
- To nisi tis agapis (1960) ..... Andreas
- To agori p' agapo (1960) ..... Dimitris Razis
- Stahtopouta (1960) ..... Petros
- Moro mou! (1960) ..... Giorgos
- Meta tin amartia (1960) ..... Giorgos
- Kassiani ymnodos (1960) ..... Theofilos
- Ta neiata theloun erota (1961) ..... Mihalis Markezis
- Matomena stefana (1961) ..... Dimos
- Mana mou, parastratisa (1961) ..... Petros
- Karagouna (1961) ..... Giorgis
- Lytrose me, agapi mou (1961) ..... Alkis
- Irthes arga (1962) ..... Dimitris Perotis
- Min eidate ton Panai? (1962) ..... Fanis
- Pezodromio (1962) ..... Giorgos
- Otan xypna to parelthon (1962) ..... Stefanos Gaitis
- O gero-Dimos (1962) ..... Liakos
- Klapse, ftohi mou kardia (1962) ..... Petros
- I Ellinida kai o erotas (1962) ..... narrator
- Exomologisis mias miteras (1962) ..... Andreas Vladis
- Agni kai atimasmeni (1962) ..... Petros
- Mana, giati me gennises (1963) ..... Kyriakos Vagias
- Ligo prin ximerosei (1963) ..... Nikos
- I kardia tis manas (1963) ..... Kostas
- To doloma (1964) ..... zákazník kabaretu
- Sholi gia soferines (1964) ..... Dinos
- 'Enomenoi sti zoi kai sto thanato (1964) ..... Drosos
- Alygisti sti zoi (1964) ..... Akis
- Jenny Jenny (1966) ..... Nikos Mantas
- O xypolytos pringips (1966) ..... El-Rassid
- Koinonia, ora miden (1966) ..... Fotis Dimitriou
- 'Viva Rena (1967) ..... Antonio
- O spangorammenos (1967) ..... Giorgos Fylaktos
- Mias pentaras neiata (1967) ..... Dimitris Valaskos
- Kontserto gia polyvola (1967) ..... italský špion
- Olga agapi mou (1968) ..... Alekos
- Sta synora tis prodosias (1968) ..... Kostas Dimou
- Poly arga gia dakrya (1968) ..... Alexis Vrettos
- Brosta stin aghoni (1968) ..... Alekos Livas
- Gymnoi sto dromo (1969) ..... kamarád Xenie
- O Agios Nektarios (1969) ..... Tasos Mandas
- Otan i polis pethaini (1969) ..... Thoris
- Isaia... mi horeveis (1969) ..... Haris
- Enas afragos Onasis (1969) ..... Iasonas Zoumberis

### 70. léta 20. století
- Mia zoi horis agapi (1970) ..... Angelos
- Mia trelli... trelli... sarantara (1970) ..... Takis
- Krima... to boi sou (1970) ..... Dimitris Rodanas
- I zougla ton poleon (1970) ..... Stefanos Rokos
- I theia mou, i hipissa (1970) ..... Stefanos Kriezis
- Enas Vengos gia oles tis douleies (1970) ..... vypravěč (nepřipisováno)
- Enas trellos glentzes (1970) ..... Dinos Kaliabesis
- Idiotiki mou zoi (1971) ..... policejní vyšetřovatel
- Kreuzfahrt des Grauens (1971) ..... Haris
- teitai epeigontos gabros (1971) ..... Angelos Floras
- I efoplistina (1971) ..... Jack
- Enas yperohos anthropos (1971) ..... Nikos
- Diamantia sto gymno sou soma' (1972) ..... Grekos
- Oi thisavroi tis vermacht (1972) ..... Wilhelm Kurt
- Pio thermi kai ap' ton ilio (1972) ..... Giorgos Stavrou
- O ehthros tou laou (1972) ..... Vlahopoulos
- Erotas kai prodosia (1972) ..... Alexis Mourouzis
- Ekviastai:: (1973) ..... Seretis (Andrew Calman)
- She Knew No Other Way (1973) ..... Andy
- Strange Girl In Love (1973) ..... Alexis Lismanis
- House On The Rocks (1974) ..... Andreas
- Ransom Baby (1976) ..... Kurt
- I valitsa tou papa (1978) ..... Alkis

### 80. léta 20. století
- The Ambitious Lover (1982) ..... Aris Platonas
- M' agapas? (1989) ..... Giorgos